# Codi Civil de la República Argentina

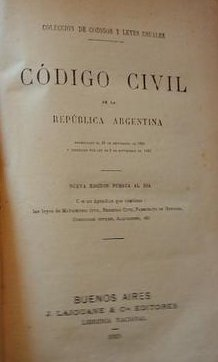
Codi Civil de la República de l'Argentina. Edició de l'any 1923.

El Codi Civil de la República Argentina és el codi legal que reuneix les bases de l'ordenament jurídic en  matèria civil a l'Argentina. Va ser redactat per Dalmacio Vélez Sársfield, com a culminació d'una sèrie d'intents de  codificació civil que van tenir lloc al país. Va ser aprovat a llibre tancat, és a dir, sense modificacions, el 25 de setembre de 1869, mitjançant la  Llei n. º 340 i va entrar en vigència l'1 de gener del 1871. Amb nombroses modificacions des d'aquest llavors, segueix constituint la base del Dret civil argentí.
El codi de Vélez Sársfield reflecteix la influència del Dret continental i dels principis liberals del segle xvii, sent els seves principals fonts el Codi Civil de Xile (Codi de Bell),  Codi de Napoleó i els seus comentaristes, la legislació espanyola vigent fins a aquest moment a l'Argentina, el Dret romà (especialment a través de l'obra de  Savigny), el Dret canònic, el vaig esbossar de um  Codi Civil per o Brasil  de  Teixeira de Freitas i diversos codis que havien estat promulgats per influència del moviment codificador de l'època.
L'aprovació del Codi Civil argentí era necessària tant per motius jurídics com per motius polítics. Amb ella es dotaria d'unitat i coherència a la legislació civil, absent fins a aquest llavors per la dispersa legislació vigent en el territori argentí. Aquestes unitats i coherències, portarien amb si dos beneficis jurídics molt importants: facilitarien tant el coneixement del Dret per part dels habitants com la seva aplicació per part dels  jutges. Així mateix, afermarien la independència política del país, a través de la independència legislativa, i la unitat nacional, per la supremacia del codi sobre la legislació provincial.
Tot i l'estabilitat que el Codi Civil li va proporcionar a l'ordenament jurídic argentí, no va estar exeminat al llarg de la història de diverses modificacions, que van resultar necessàries per a regular adequadament una societat que va presentar grans canvis en l'àmbit social, polític i econòmic. La reforma més important que va patir el codi va ser producte de la Llei n. º 17.711, del 22 d'abril del 1968. Si bé aquesta llei era reformar aproximadament un 5% de l'articulat, es destaca pel canvi d'orientació que van experimentar algunes de les institucions regulades. A més, van existir una sèrie de projectes de reforma que no van ser portats a la pràctica. Aquests projectes no només proposaven la reforma de les institucions i un canvi de mètode, sinó que un va proposar també la seva unificació amb el Codi de Comerç, a imitació de l'italià.

## Antecedents

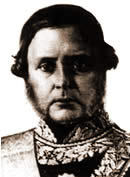
Durant el govern de Justo José de Urquiza van ser impulsats diversos projectes.

La codificació en l'Argentina va ser part d'un procés que es va donar a escala mundial a causa dels avantatges que atorgava aquest sistema. Si bé van existir anteriorment  codificacions, les realitzades durant finals del segle xviii i el segle xix van tenir una gran influència en la redacció del Codi Civil de l'Argentina. Gràcies a elles, van existir diferents intents de codificació civil a la República Argentina durant la primera meitat del segle xix, però finalment va ser portades a terme l'any 1869.
La unificació del país i el creixement i enfortiment polític demanaven la codificació de les lleis civils, ja que no es podia mantenir la incertesa d'una legislació inadequada, dictada per a la nació  espanyola.
Abans del Codi Civil, s'havien realitzat diversos assaigos, que no van tenir èxit. El 1824, Juan Gregorio de les Heras va designar, mitjançant un decret, una comissió encarregada de redactar el Codi de Comerç i una altra encarregada de redactar el Codi Militar, però cap dels dos projectes van ser realitzats. El 1831, la Legislatura de Buenos Aires va adoptar el Codi de Comerç espanyol redactat en 1829 i va nomenar una comissió perquè li realitzés les reformes convenients. L'any 1852, Justo José de Urquiza va crear una comissió de 14 membres per a la redacció dels codis Civils, Penals, Comercials i de Procediments. Però la  revolució de l'11 de setembre d'aquest any, que va culminar amb la separació de la província de Buenos Aires de la Confederació Argentina, va impedir que el projecte fos concretat.
La Constitució Argentina de 1853, en l'incís 11 de l'article 67, facultar el  Congrés per dictar els Codis Civil, Comercial, Penal i de Mineria. A l'efecte de complir amb el mandat constitucional, Facundo Zuviría va propiciar davant del  Senat de la Confederació una llei que facultava el Poder Executiu el nomenament d'una comissió per a aquests fets. La llei va ser sancionada i promulgada per Urquiza, però per motius financers la iniciativa va ser postergada.
A l'Estat de Buenos Aires, la iniciativa per a la propulsió d'un Codi Civil va tenir la mateixa sort. El 17 d'octubre de 1857, es va sancionar una llei que autoritzava al Poder Executiu a utilitzar els fons necessaris per a la redacció dels codis civils, criminals i de Procediments, però la iniciativa es va veure finalment frustrada. No obstant això, el Codi de Comerç no va córrer la mateixa sort. La redacció d'aquest codi havia estat encarregada a Dalmacio Vélez Sársfield i Eduardo Acevedo Maturana, els qui la van enviar a la Legislatura per a la seva aprovació. Finalment, el Codi de Comerç de l'Estat de Buenos Aires va ser sancionada l'any 1859, sent aquest mateix codi l'adoptat per la Nació el 1862, i modificat el 1889.

### Legislació vigent abans de la seva sanció

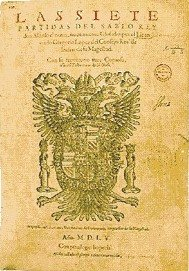
Portada de les Set Partides.

Fins a la sanció del Codi, la legislació argentina es basava en l'espanyola prèvia a la Revolució de Maig, i en l'anomenada Legislació Pàtria.
La legislació espanyola vigent al país, era la Nova Recopilació de 1567, ja que la Novísima Recopilació de 1805 no va tenir aplicació abans de la revolució. La Nova Recopilació contenia lleis provinents del Fur Reial, l'Ordenament d'Alcalá, l'Ordenament de Montalvo i les lleis de Toro. L'ordre de prelació era el següent: 1r) Nova Recopilació, 2n) Fur Real, 3r) Fur Jutjo, 4t) Fur vell de Castella, 5è) les Partides. No obstant això, a causa del prestigi, l'extensió de les matèries tractades i al major coneixement que tenien d'elles els jutges i advocats, s'aplicaven ordinàriament les Set Partides.
La Legislació Pàtria es componia de les lleis sancionades pels governs nacionals i provincials. Aquestes lleis eren considerades de menor importància comparades amb la legislació espanyola i no la van alterar, conforme al principi segons el qual l'emancipació política deixava subsistent el dret privat anterior, fins que el nou Estat en exercici de la seva sobirania disposés d'una altra manera.
Les principals lleis nacionals eren la de llibertat de ventres i dels esclaus que entrar en al territori (1813), la de supressió de mayorazgos (1813), la d'emfiteusi (1826), i la de supressió del retracte gentilici (1868), o dret del parent més proper dins del 4t grau per adquirir els béns arrels de la família venuts a un estrany.
També van existir diverses lleis i decrets provincials que modificaven diferents institucions, com l'emancipació per habilitació d'edat (dictada per  Buenos Aires el 17 de novembre de 1824, per  Tucumán l'1 de setembre de 1860 i per  Entre Ríos el 10 de març de 1866), la determinació del domicili en el lloc de l'estada principal (dictada per Buenos Aires el 16 de setembre de 1859); sobre llibres de naixements, matrimonis i defuncions a càrrec dels capellans rectors (dictada per Buenos Aires el 19 de desembre de 1821, per  Jujuy el 7 de setembre de 1836 i  Santa Fe el 17 de maig de 1862); sobre restriccions i límits al domini (dictada per Buenos Aires el 27 de juliol de 1865, per Jujuy el 24 de febrer de 1855 i el 7 març 1857, per  Còrdova el 27 d'agost de 1868), i sobre arrendaments de camps (dictada per Santa Fe el 31 de juliol de 1837).

## Sanció

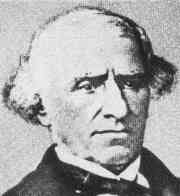
Dalmacio Vélez Sársfield, redactor del Codi Civil.

La República Argentina havia intentat sense èxit sumar-se al moviment codificador que prenia impuls a algunes de les potències mundials. La codificació comportaria grans avantatges a una legislació que es caracteritzava per la seva dispersió, i per tant, de difícil aplicació. Aquest sistema dotaria principalment d'unitat i coherència a la legislació civil, i d'aquesta manera facilitaria el seu coneixement i aplicació.
També hi havia raons de nacionalisme jurídic que van influir en el seu impuls, ja que es considerava necessari reafirmar la independència política, aconseguida fa dècades, mitjançant la independència legislativa. La legislació més influent en el dret argentí era fins aquest moment la legislació espanyola sancionada fa segles, ja que el Dret patri era d'escassa influència en el Dret privat.
Finalment, la sanció d'un codi suposaria un instrument molt eficaç per consolidar la unió nacional, que havia estat aconseguida amb molt d'esforç pocs anys enrere. La unificació podria haver-se vist danyada si les províncies haguessin mantingut en vigència les seves pròpies lleis, o hagin sancionat noves per esmenar els errors de la legislació espanyola, de manera independent, en lloc de fer-ho mancomunadament.
El 6 de juny del 1863, va ser sancionada la Llei núm 36, iniciativa del diputat  correntino José María Cabral, que facultava al Poder Executiu a nomenar comissions encarregades de redactar els projectes dels Codis Civil, Penal, de Mineria i de les ordenances de l'Exèrcit.
Si bé aquesta llei facultava la creació de comissions pluripersonals, el President de la Nació Bartolomé Mitre va decidir encarregar-li la tasca a una sola persona, Dalmacio Vélez Sársfield, mitjançant un decret datat del 20 d'octubre del 1864.
Vélez Sársfield va redactar el projecte del Codi Civil sense col·laboradors, sinó amb l'ajuda d'alguns amanuenses que passaven en net els seus esborranys. Aquests amanuenses van ser Victorino de la Plaça, qui després seria President de la Nació, Eduardo Díaz de Vivar i la filla de Vélez Sársfield, Aurelia. Per acomplir aquesta tasca, el codificador es va recloure en una cinquena de la seva propietat situada a pocs quilòmetres de la Ciutat de Buenos Aires, on va redactar els esborranys que els seus ajudants van passar en net. Aquest exemplar en net va ser lliurat al Govern per a la seva impressió i després destruït. Els esborranys es troben actualment a la Universitat Nacional de Còrdova.

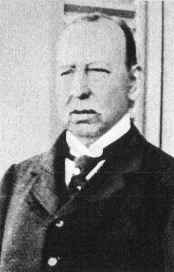
Victorino de la Plaça, futur President de la Nació Argentina, va ser un dels ajudants de Vélez Sársfield.

A mesura que Vélez Sársfield completava la seva obra, l'enviava al Poder Executiu. D'aquesta manera es va disposar la seva impressió i la seva distribució entre els legisladors, magistrats, advocats "i persones competents, per tal que estudiant-des d'ara vagi-se'n formant al seu respecte l'opinió per quan arribi l'oportunitat de ser sancionat". D'aquesta manera, l'any 1865 va acabar i lliurar el llibre I, les dues primeres seccions del llibre II el 1866, la tercera secció d'aquest llibre a principis de 1867, el llibre III l'any 1868 i el llibre IV el 1869. D'aquesta manera va completar la tasca després de quatre anys i dos mesos de treball.
Acabat el projecte, el president Domingo Faustino Sarment va enviar el 25 d'agost de 1869 una nota al Congrés propiciant la llei que posés en vigència el projecte del Codi Civil. En el missatge, Sarmiento recomanava que se li donés vigència en forma immediata, "confiant la seva reforma a l'acció successiva de les lleis, que seran dictades a mesura que l'experiència determini la seva necessitat".
La Cambra de Diputats va aprovar el projecte el 22 de setembre del 1869, després que fossin rebutjades diferents propostes d'ajornament i objeccions al tractament a llibre tancat. La Cambra va determinar com a data de vigència l'1 de gener del 1871. El projecte va passar a la Cambra de Senadors, on va ser sancionada el 25 de setembre i després promulgada per Sarment el 29 de setembre del mateix any.
El projecte va ser sancionat a llibre tancat, cosa que segons Llambias no és discutible:
| «                                | "Els cossos parlamentaris, per la seva composició i funcionament, no tenen idoneïtat per emprendre l'estudi i debat analític d'una obra científica de tan delicat caràcter sistemàtic com és un Codi. El versemblant és esperar que semblant debat resulti inorgànic i interminable i que en cas de prosperar les esmenes que es afavoreixen quedi arruïnada la coherència del sistema general, per no haver comprès que el principal dels avantatges de les codificacions resideix en aquesta metodització de la llei, que permet després obtenir-ne el màxim rendiment." | » |
| — Llambías (2003). pg. 171 i ss. | |   |

La sanció del Codi Civil va suposar un gran avanç respecte al règim legal anterior, que es caracteritzava per la seva dispersió i falta de cohesió, i la seva consegüent difícil coneixement i aplicació. A més, va saber fusionar els avenços de la doctrina amb els costums locals i el Dret vigent.

## Lleis de Fe d'Errates

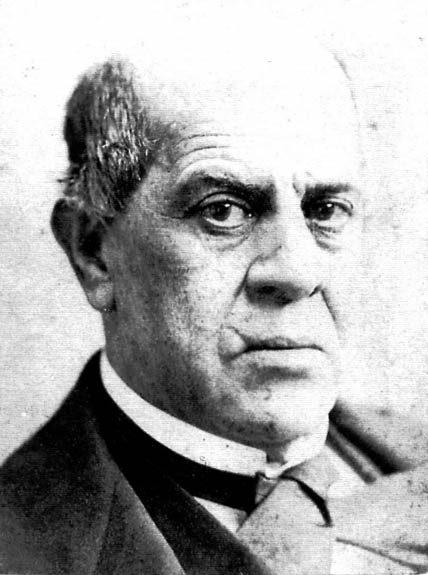
El President Domingo Faustino Sarment va realitzar importants gestions per a la correcció dels errors que posseïa el Codi Civil.